# Galeus springeri
Galeus springeri е вид хрущялна риба от семейство Scyliorhinidae.

## Разпространение
Видът е разпространен в Американски Вирджински острови, Ангуила, Антигуа и Барбуда, Британски Вирджински острови, Гваделупа, Доминиканска република, Куба, Монсерат, Пуерто Рико, Сейнт Китс и Невис, Хаити и Ямайка.